# Combined Services Detailed Interrogation Centre
Als Combined Services Detailed Interrogation Centre (kurz CSDIC, deutsch etwa „Stelle der vereinigten Dienste für eingehende Verhöre“) wurden spezielle Verhörzentren bezeichnet, die das britische War Office (deutsch „Kriegsamt“) in der Zeit von 1942 bis 1947 betrieb, also während und kurz nach dem Zweiten Weltkrieg.
Zweck war Häftlinge, Überläufer und Kriegsgefangene intensiv zu verhören und so wichtige Informationen zu beschaffen. Betrieben wurden die Verhörzentren vom War Office gemeinsam mit dem Britischen Heer und diversen Geheimdiensten, insbesondere dem MI5, dem MI9 und dem MI14 des Directorate of Military Intelligence (MI). Außer im Vereinigten Königreich selbst befanden sich Verhörzentren in Belgien, wie in Diest und in Spa, sowie in der damaligen Britischen Besatzungszone, beispielsweise das Verhörzentrum in Bad Nenndorf. Verhörzentren wurden auch im Mittleren Osten und in Südasien eingerichtet.
Weitere Beispiele sind das CSDIC(I) in Indien zum Verhör von Angehörigen der Indian National Army, die an der Seite der Kaiserlich Japanischen Armee kämpfte, sowie der berüchtigte London Cage (deutsch „Londoner Käfig“) in der britischen Hauptstadt, in dem deutsche Gefangene, insbesondere SS-Angehörige, auch gefoltert wurden.